# Thất bại có thể xảy ra
Thất bại có thể xảy ra (tiếng Trung: 可能失败; Hán-Việt: Khả năng thất bại; bính âm: Kěnéng shībài) là học thuyết về sự phát triển của chủ nghĩa xã hội do Mao Trạch Đông đưa ra, cho rằng có nhiều khả năng chủ nghĩa xét lại sẽ dẫn đến việc khôi phục chủ nghĩa tư bản hơn là chủ nghĩa xã hội thực sự phát triển thành chủ nghĩa cộng sản.
Không giống như hầu hết những người ủng hộ chủ nghĩa duy vật lịch sử, Mao thậm chí không coi chủ nghĩa xã hội là một sự phát triển có thể xảy ra từ sự phát triển của chủ nghĩa tư bản. Thay vào đó, Mao tuyên bố rằng "[hầu hết] chủ nghĩa xét lại sẽ thắng, và chúng ta sẽ bị đánh bại". Giải pháp cho vấn đề này là nhấn mạnh thất bại có thể xảy ra, nhằm khiến quần chúng luôn trong tình trạng lo lắng trước các phần tử tư bản.
Cụ thể phát sinh sau chiến dịch phi Stalin hóa do Nikita Khrushchev theo đuổi, Mao đã chỉ ra điều mà ông coi là sự khôi phục hoàn toàn chủ nghĩa tư bản ở Liên Xô sau cái chết của Joseph Stalin như một bằng chứng cho thấy chủ nghĩa xã hội có thể bị lật đổ nhanh chóng như thế nào nếu quần chúng không được huy động vào việc đấu tranh chống lại cái mà Mao coi là gốc rễ chính của sự phục hồi tiềm năng của chủ nghĩa tư bản, chính đảng đó. Thay vì lo sợ nhất về tàn dư của xã hội tư bản, Mao cho rằng dưới chủ nghĩa xã hội, đảng tiên phong có thể trở thành kẻ ăn bám và thậm chí còn tuyên bố sự tồn tại của một "giai cấp quan liêu" đang chống lại công nhân. Ví dụ, Mao từng nói với André Malraux rằng "[C]hiến thắng là mẹ của nhiều ảo tưởng", ám chỉ cụ thể đến kết quả của chủ nghĩa xã hội.